# Spectre (canção)
Spectre é uma canção da banda inglesa Radiohead, produzida por Nigel Godrich. Radiohead escreveu a música, uma balada orquestral, para o filme de 2015 James Bond Specter, mas foi rejeitada pelos produtores do filme. Em vez disso, o Radiohead o lançou como um download gratuito em 25 de dezembro de 2015, seu primeiro lançamento desde 2011. Também foi lançado como lado B no single de vinil Burn the Witch, e incluído na edição especial do nono álbum do Radiohead,  A Moon Shaped Pool , ambos lançados em 2016, recebendo críticas positivas.

## Gravação
Em julho de 2015, espalharam-se rumores de que o Radiohead gravaria o tema do próximo filme de James Bond Spectre. A casa de apostas William Hill suspendeu as apostas depois que um cliente colocou £15.000 em chances de dez para um no Radiohead. Um porta-voz da William Hill disse: "Parece haver todos os tipos de rumores e o enredo teve mais reviravoltas do que um conto clássico de Bond, mas certamente ninguém arrisca £15.000 em um palpite."
Radiohead enviou Man of War, uma canção escrita na década de 1990 que cantor o Thom Yorke uma vez descreveu como uma homenagem a  músicas temas de James Bond. A equipe de produção de Spectre gostou da música, mas a rejeitou quando descobriram que não era original e, portanto, não qualificado para o Oscar de Melhor Canção Original. "Man of War" foi lançado em OKNOTOK 1997 2017, a reedição do OK Computer.
Radiohead suspendeu o trabalho em seu nono álbum, A Moon Shaped Pool  (2016), para gravar outra música para o filme, "Spectre". No entanto, a equipe de produção sentiu que era muito "melancólico" para a sequência do título, e, em vez disso, usou Writing's on the Wall de Sam Smith. O diretor Sam Mendes tentou usar "Spectre" em outras partes do filme, mas decidiu que sua letra o tornava uma distração. Ele descreveu a situação como "um pesadelo absoluto ... nós tínhamos essa bela música e não fomos capazes de usá-la. Mas de alguma forma é mais legal para o Radiohead ter escrito uma música que não foi usada."
O produtor do Radiohead Nigel Godrich disse: "Aquele maldito filme de James Bond nos lançou um enorme obstáculo. Foi um verdadeiro desperdício de energia. Paramos de fazer o que estávamos fazendo e tivemos que nos concentrar nisso por um tempo desde que nos disseram era algo que iria se concretizar ... Isso causou uma parada bem quando estávamos no meio [da gravação do álbum]. " Yorke disse que a decisão de não usar o música era "apenas política, tanto quanto posso dizer".